# Erik Norselius
Per Erik Norselius, född 2 oktober 1874 i Stockholm, död 28 april 1956 i Paris, var en svensk-fransk målare.
Han var son till apotekaren Carl August Rudolf Norselius och Augusta Sofia Theodolinda Sandahl samt gift med Delphine Norselius. Han studerade konst privat för Alf Wallander i Stockholm och medverkade i början av 1890-talet i några samlingsutställningar som visades i Stockholm. Han flyttade till Paris 1896 där han med kortare avbrott för studieresor till Italien och en vistelse i Spanien 1914–1916 var bosatt återstoden av sitt liv. Han fortsatte sina konststudier för Raphaël Collin, Gustave Courtois och René-Xavier Prinet i Paris.
Från 1902 medverkade han årligen i Parissalongen och han blev ledamot av Société nationale des beaux-arts 1922. Hans utställningsverksamhet i Sverige var mycket begränsad och han medverkade några få gånger med enstaka arbeten i några större grupputställningar. Norselius ställde sig helt avvisande till de radikala konstströmningar som växte fram under 1920- och 1930-talet, utan han försökte i sitt måleri hävda de värden som utgick från 1800-talets landskapsmåleri och genreskildringar. Hans konst består av landskapsskildringar från Bretagne, stadsbilder från Venedig och genremotiv. En minnesutställning med hans konst visades på de Svenska Pariskonstnärernas utställning på Cercle Suédois i Paris 1957.
Norselius är representerad vid Nationalmuseum, Jerusalems museum, Dinars museum, Tours museum, Pau museum, Institut Tessin och franska statens samlingar.